# Ferreiraella plana
Ferreiraella plana är en blötdjursart som först beskrevs av Hugo Frederik Nierstrasz 1905.  Ferreiraella plana ingår i släktet Ferreiraella och familjen Ferreiraellidae.
Artens utbredningsområde är Celebessjön. Inga underarter finns listade i Catalogue of Life.